# Військова гігієна
Військова гігіє́на — розділ гігієни та військової медицини, що вивчає вплив різноманітних чинників навколишнього середовища, умов навчально-бойової підготовки, військової праці та побуту на здоров'я та працездатність військовослужбовців, розробляє заходи щодо усунення негативної дії цих чинників на боєздатність військ.
Перші відомості про оздоровчі заходи у військах описані у працях Варрона (116-27 р. до н. е.) та Вегеція (кінець IV — початок V ст.). Ці теоретики описували доцільність впровадження санітарних заходів для оздоровлення римських воїнів, потребу забезпечення їх якісною водою та запобігання поширенню серед них заразних хвороб, однак лише в XVI столітті встановили пряму залежність між санітарним станом військ і виникненням хвороб серед військовослужбовців.

## Історія

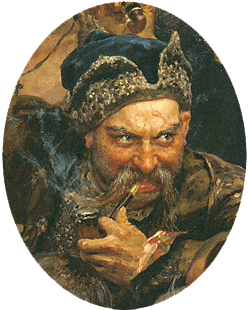
Кошовий отаман Іван Сірко (фрагмент картини «Запорожці» Іллі Рєпіна)

У літописі часів Запорізької Січі згадуються проблеми очищення полів битви від трупів загиблих, а саме після відбиття атаки турецько-татарського війська козаками під командуванням кошового отамана Івана Сірка. Козаки не мали змоги поховати таку кількість загиблих чи винести в степ і не знайшли кращого способу, як перенести померлих до річки Чортомлик і повикидати в ополонки.
Після захоплення українських земель Російською імперією, розвиток військової гігієни відбувався в російській армії, де вимушено служило багато українців, а зокрема і медичних працівників. 1716 року статутом Петра I в імперській армії в кожній дивізії було введено посаду штаб-лікаря, полку — лікаря, а в роті — цирульника. 1780 року Андрій Гаврилович Бахерахт видав перше офіційне керівництво з військової гігієни для імперської армії, в якому були сформульовані основні принципи щодо «доброго порядку життя» військовослужбовців.
З 1797 року до обов'язку військових лікарів увійшло здійснення медико-поліцейського нагляду за якістю продовольчих продуктів, станом казарм і санітарним станом військ. Головнокомандувач імперського війська Олександр Суворов із семи умов досягнення перемоги приділив три дотриманню особистої гігієни солдата — чистота, здоров'я й охайність. 1813 року вийшла перша праця з військової гігієни «Кишенькова книга з військової гігієни», авторства Іллі Івановича Енегольма, де порушувались питання гігієни в мирний час, під час походів і бойових дій. Відчутну роль у розвитку військової гігієни відіграв і військовий лікар Чаруковський, який видав працю «Військово-походова медицина». Сергій Володимирович Шідловський разом зі своїми учнями вивчав питання гігієни водопостачання та дезінфекції помешкань. Віктор Сергійович Левашев після смерті Шідловського очолив дослідження з питань дезінфекції, гігієни військового одягу та гігієни харчування.

Доктор медичних наук, професор Калюжний Денис Миколайович

У період Великої Вітчизняної війни в Головному військово-санітарному управлінні (ГВСУ) було створено гігієнічний відділ протиепідемічного управління, очолюваний головним гігієністом. У військово-санітарних управліннях фронтів були започатковані посади інспектора з харчування й інспектора з водопостачання, а в санітарних відділах армій посада інспектора з харчування і водопостачання. Санітарно-епідемічний загін виконував усю санітарно-профілактичну роботу в дивізіях. Завдяки цим заходам санітарно-гігієнічного характеру вдалось запобігти багатьом захворюванням, що є звичайними супутниками всіх воєн.
Визначну роль у розвитку військової гігієни відіграв академік АМН СРСР, генерал-майор медичної служби Федір Григорович Кротков, який створив низку підручників і посібників із військової та радіаційної гігієни, що протягом десятиліть користувались популярністю серед військовослужбовців, лікарів і студентів. Значний вклад у розвиток військової гігієни зробив український учений Денис Миколайович Калюжний, який узагальнив свої спостереження часів Великої Вітчизняної Війни в своїй праці «Гігієна польового розміщення військ». Професор Рафаїл Давидович Габович розробив низку способів очищення, знезараження та дегазації води в польових умовах, підготував і видав монографії з водозабезпечення в польових умовах, написав понад 20 наукових праць і декілька розділів у підручниках і посібниках із військової гігієни.
Нині фахівці з військової гігієни здебільшого вивчають вплив шкідливих чинників довкілля та умов праці та побуту на військовослужбовців, зокрема тих, які проходять службу в різних видах і родах військ Збройних сил України, шукають нові шляхи для збереження та зміцнення здоров'я військових, підвищення їх працездатності.

## Методологія
Завданням військової гігієни є збереження та зміцнення здоров'я військовослужбовців шляхом встановлення науково обґрунтованих санітарно-гігієнічних норм і вимог щодо розміщення військ, водопостачання, харчування, лазнево-прального обслуговування, умов праці й інших видів побутового забезпечення військ. Фахівці військової гігієни розробляють гігієнічні вимоги щодо всіх видів озброєння, об'єктів військової техніки як на стадії проектування та конструювання, так і під час їх експлуатації; гігієністи впроваджують форми та методи організації та здійснення санітарного нагляду за гігієнічним забезпеченням військових частин. У процесі виконання цих завдань лікарі-гігієністи використовують низку методів гігієнічних досліджень:
- епідеміологічний метод — метод, що використовується для вивчення закономірностей поширення неінфекційних та інфекційних захворювань серед військовослужбовців під впливом шкідливих чинників довкілля, зокрема фізичних, біологічних і хімічних.
- метод санітарного обстеження і опису — метод, який застосовується із використанням особливих схем або карт санітарного обстеження під час вивчення стану довкілля (наприклад карта місця розташування чи карта здійснення санітарно-епідеміологічної розвідки джерела водопостачання). Обстеження й опис доповнюються лабораторно-інтрументальними дослідженнями.
- метод гігієнічного експерименту — метод, що застосовується для дослідження стану здоров'я військових в умовах перебування у військово-технічному об'єкті (натурний різновид) і для розробки гігієнічних нормативів в експерименті на тваринах для встановлення граничних допустимих рівнів і концентрацій різних чинників (лабораторний різновид).
- метод санітарно-епідеміологічної експертизи — метод, який застосовують під здійснення запобіжного санітарного нагляду для перевірки відповідності проектних розробок чинним гігієнічним нормативам і вимогам.
- статистичний метод — метод, що використовується для обробки інформації, одержаної з інших методів дослідження.

Військова гігієна за потреби використовує методи дослідження з інших наукових дисциплін і з інших галузей гігієни.

## Санітарно-гігієнічні заходи

### Медичний контроль за станом здоров'я військових

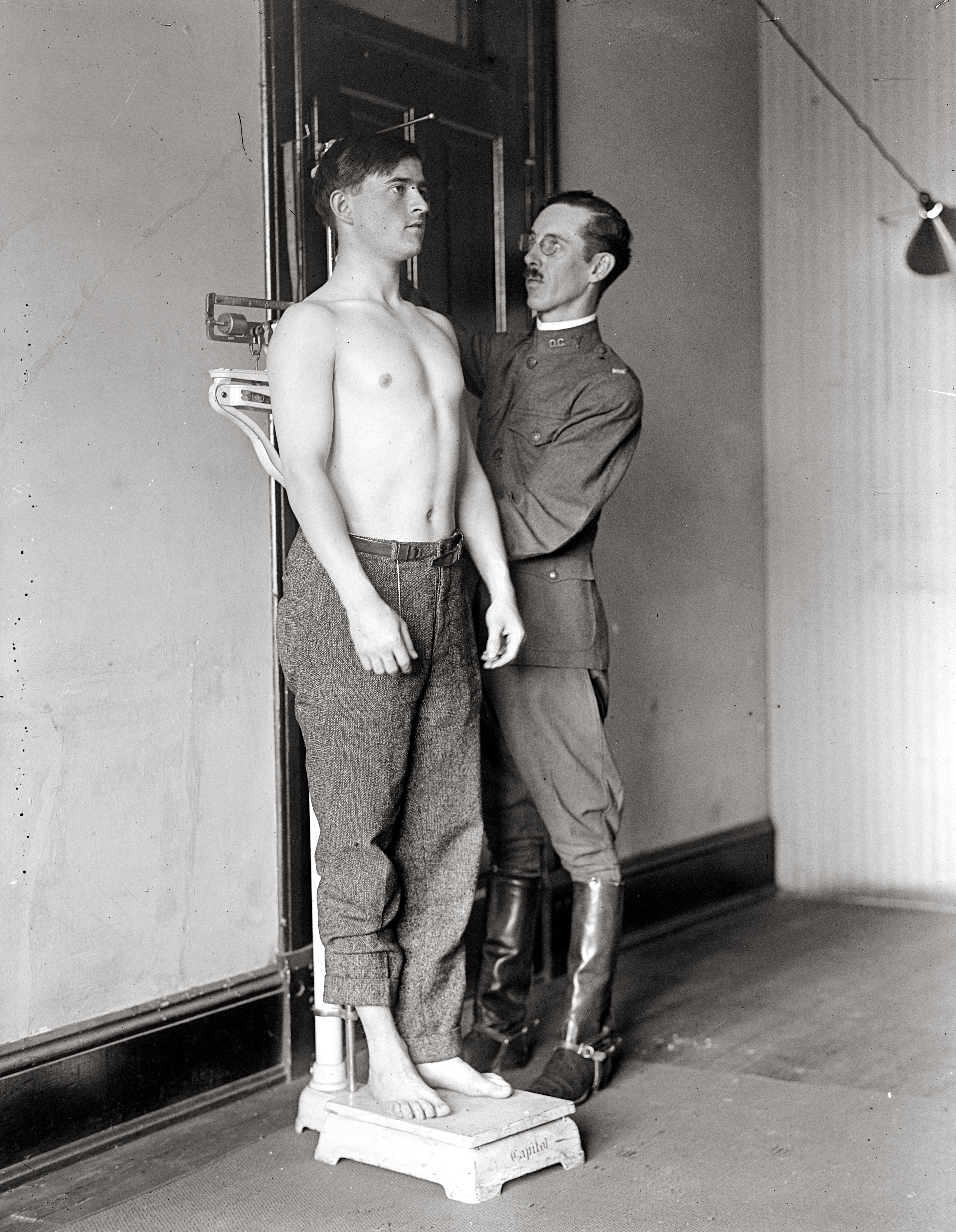
Медичний лікар збройних сил США виконує медичний огляд військовослужбовцю (Перша світова війна).

Здійснення медичного контролю за станом здоров'я військовослужбовців проводиться шляхом аналізу захворюваності і результатів медичних оглядів особового складу та молодого поповнення. Під час бойових дій військ у районах застосування противником зброї масового ураження повинен організовуватись медичний нагляд за особовим складом, що зазнав дії йонізуючого випромінювання, отруйних речовин або бактерійних засобів. Також періодичним медичним оглядам підлягають військовослужбовці, військова праця яких проводиться в шкідливих умовах. Порядок проведення медичних оглядів і медичного нагляду встановлюється наказом по частині залежно від бойових умов. Медична служба проводить медичний нагляд за особами з дефіцитом маси тіла, слабким фізичним розвитком, за особами, які постійно працюють із джерелами йонізуючого випромінювання, полем НВЧ, агресивними токсичними речовинами, та іншими шкідливими чинниками. На основі вивчення здоров'я особового складу начальник медичної служби частини робить висновки і доповідає командиру свої пропозиції для проведення відповідних заходів, а також здійснює контроль над виконанням розпоряджень командира.
До заходів, спрямованих на підвищення специфічної резистентності особового складу до інфекційних захворювань належать: профілактичні щеплення проти інфекцій, які найбільш загрожують військам; застосування з профілактичною метою імуноглобулінів і специфічних імунних сироваток, а також використання хімічних медикаментозних препаратів. У комплексі заходів протиепідемічного захисту військ найбільш важливим і досить ефективним заходом є проведення вакцинації.
В останні роки розроблені нові ефективні вакцинні препарати і методи масової імунізації. Проведення профілактичних щеплень особовому складу ЗС передбачено вимогами Статуту внутрішньої служби ЗС України і проводяться в плановому порядку і за епідемічними показаннями. Планові запобіжні щеплення всьому особовому складові військової частини проводяться відповідно до календаря щеплень, а щеплення за епідемічними показаннями — за наказом старшого командира (начальника). Щеплення за епідемічними показаннями проводяться за наявності росту інфекційної захворюваності серед місцевого населення, що представляє реальну загрозу занесення у військовий колектив. Також їх проводять при виникненні інфекційних захворювань і збільшенні їх кількості серед особового складу частини, якщо до цього щеплення проти даної інфекції не були проведені. Поява хоча б одного випадку захворювання особливо небезпечною інфекцією серед місцевого населення в районі дислокації військ також є показанням для проведення щеплень особовому складу частини. Перед початком вакцинації проводиться медичний огляд для виявлення осіб з протипоказаннями. Осіб, тимчасово звільнених від щеплень за медичними показаннями, беруть на облік для проведення їм щеплень в подальшому. Результати щеплень із зазначенням дати їх проведення, назви вакцини, дози і реакції щепленого заносяться в медичні книжки особового складу.

### Розміщення військ, побут військових і поховання померлих

#### Санітарний нагляд за розміщенням військ
Розміщення військ в польових умовах починається з проведення медичної розвідки, під час якої з'ясовується санітарно-гігієнічний стан району розташування військ, з метою забезпечення особовому складу найбільш сприятливих умов для відпочинку, відновлення сил та захисту його від впливу несприятливих чинників зовнішнього середовища.
Медична служба здійснює систематичний контроль за умовами перебування у польових помешканнях і фортифікаційних спорудах. Під час контролю за розміщенням особового складу у фортифікаційних спорудах і землянках особлива увага звертається на системи життєзабезпечення (вентиляцію, опалення, видалення сміття і нечистот), а також на підтримку сприятливих мікрокліматичних умов в приміщеннях у відповідності з встановленими нормативами.
У місцях розміщення військ силами підрозділів систематично проводиться очистка території (регулярний збір, видалення і знезаражування відходів). Медична служба здійснює нагляд за своєчасністю і повнотою очищення території і організує у разі потреби дезінфекцію, дезінсекцію і дератизацію.
Особлива увага очищенню місць розміщення військ приділяється у тих випадках, коли вони стали об'єктами впливу ЗМУ противника. В таких випадках її організують командири частин (підрозділів). Обов'язком медичної служби є участь у виборі місць (майданчиків), призначених для збору і знезараження рідких і твердих відходів, нагляд за їх обладнанням та утримуванням і медичне спостереження за особовим складом, який проводить очищення території.
Санітарний нагляд за територією, фортифікаційними спорудами і помешканням особового складу особливого значення набуває при тривалому перебуванні військ на одному місці, що частіш за все буває в обороні.

#### Організація та контроль водопостачання
Метою санітарного нагляду за водопостачанням є виключення вживання особовим складом недоброякісної або зараженої (ОР, РР, БЗ) води.
Організація водопостачання покладається на заступника командира по тилу, а здійснюється силами та засобами інженерної служби.
У сучасних умовах, враховуючи реальні можливості застосування противником засобів масового ураження, водопостачання військ повинне здійснюватись лише організовано, через пункти водопостачання (ПВП).
При виборі місця для розгортання ПВП має бути врахований санітарно- епідемічний стан території, можливість зараження води бактеріологічними рецептурами, радіоактивними та отруйними речовинами, санітарно- технічна характеристика джерела водопостачання.
Під час вибору джерел водопостачання перш за все слід орієнтуватись на артезіанські свердловини та природні підземні джерела. Незалежно від походження води в польових умовах її використання дозволяється лише після очищення та знезараження. Табельні засоби очищення та знезараження є на оснащенні інженерної служби.
Санітарний нагляд за водопостачанням передбачає:
- участь медичної служби при виборі джерел водопостачання;
- контроль санітарного стану пунктів водопостачання, пункітів водозабору, засобів перевезення і зберігання води;
- організацію систематичного лабораторного контролю якості води;
- контроль за дотриманням військовослужбовцями норм водопостачання;
- контроль забезпечення особового складу індивідуальними флягами;
- контроль забезпечення особового складу індивідуальними засобами знезараження води і навчання правилам користування ними;
- контроль за станом здоров'я особового складу, який працює на об'єктах водопостачання[10].

#### Організація та контроль харчування
Санітарний нагляд за харчуванням військовослужбовців проводиться з метою забезпечення їх адекватного харчування, а також запобігання виникнення захворювань, які пов'язані з вживанням недоброякісної їжі та води.
Організація харчування військовослужбовців, забезпечення їх продуктами та відповідним майном, підтримання належного санітарно-гігієнічного стану продовольчих об'єктів покладається на продовольчу службу частини.
У польових умовах харчування військ організується через польові пункти харчування. Для приготування їжі використовуються польові кухні (автокухні).
При харчуванні особового складу з казанків на відстані 25 м від кухні обладнуються місця для їх очищення та миття.
Санітарний нагляд за харчуванням військовослужбовців передбачає:
- участь медичної служби у розробці режиму харчування та складання меню-розкладки продуктів;
- дотримання санітарно-гігієнічних норм і правил при транспортуванні та зберіганні продовольчих продуктів та питної води, приготування та видачі їжі;
- контроль за забезпеченням особового складу індивідуальними казанками, ложками, флягами, а також перевірка знань та виконання ним правил особистої гігієни;
- контроль за виконанням санітарно-гігієнічних норм і правил при розташуванні польових пунктів харчування на місцевості, організацією їх водопостачання;
- контроль за дотриманням гігієнічних вимог до первинної теплової обробки продуктів;
- контроль за дотриманням терміну реалізації готової їжі;
- контроль якості миття та знезараження індивідуальних казанків, інвентарю та термосів на польових пунктах харчування;
- проведення медичного нагляду за станом здоров'я працівників продовольчої служби і здійснення контролю за виконанням ними правил особистої гігієни;
- проведення заходів з профілактики харчових отруєнь;
- відпрацювання рекомендацій для покращання харчування військовослужбовців[11].

#### Організація та контроль лазнево-прального обслуговування
Санітарний нагляд за лазнево-прапьним обслуговуванням особового складу, дотриманням військовослужбовцями правил особистої гігієни має важливе значення для збереження боєздатності і запобігання захворюванням особового складу.
Організація лазнево-прального обслуговування особового складу покладається на начальника речової служби і передбачає щотижневе миття військовослужбовців у лазні з обов'язковою заміною білизни, а при необхідності і проведення дезінфекції і дезінсекції обмундирування та спецодягу, забезпечення милом та миючими засобами. Кухарі і пекарі, окрім того, щоденно приймають душ.
Миття хворих зі зміною білизни проводять в залежності від медичних показань, але не рідше одного разу на тиждень. Перед миттям у лазні фельдшер проводить медичний огляд. При виявленні педикульозу проводиться дезінсекція обмундирування та особистих речей.
Здійснення санітарного нагляду за лазнево-пральним обслуговуванням передбачає:
- контроль за організацією і регулярністю проведення миття особового складу в лазні;
- контроль за якістю прання, дезінфекції і дезінсекції натільної та постільної білизни, обмундирування та хімічної чистки спеціального одягу;
- медичний нагляд за станом здоров'я особового складу, який обслуговує польові лазні та пральні[12].

#### Організація та контроль умов праці
Санітарний нагляд за умовами військової праці проводиться з метою попередження захворювань, уражень та травм у військовослужбовців, обумовлених впливом несприятливих чинників військово-професійного середовища.
Несприятливий вплив чинників навколишнього середовища в процесі військової служби може проявитися гострими та хронічними захворюваннями. Ризик виникнення цих захворювань збільшується під час аварійних ситуацій або в результаті порушення техніки безпеки.
До шкідливих штучних чинників належать технічні рідини, вихлопні та порохові гази, окис вуглецю, електромагнітні випромінювання надвисокочастотного діапазону, шум, вібрація, перевантаження тощо. Окрім шкідливих штучних чинників існує цілий ряд природних чинників, які за певних обставин можуть призвести до патологічних змін в організмі.
До них належать: підвищений тиск при водолазних роботах, понижений атмосферний тиск та гіпоксія при діях військ у гірській місцевості, у пілотів літаків.
Санітарний нагляд за умовами військової праці передбачає:
- контроль за дотриманням гігієнічних вимог при роботі з джерелами іонізуючих і лазерних випромінювань, пристроями, які утворюють електромагнітні поля надвисоких частот;
- контроль за дотриманням гігієнічних вимог при роботі з агресивними і токсичними речовинами;
- контроль за виконанням гігієнічних норм і правил при експлуатації бойової техніки і озброєння;
- контроль за забезпеченням особового складу засобами захисту і за правильністю їх використання;
- подання пропозицій щодо поліпшення умов праці та з профілактики впливу несприятливих факторів на особовий склад[13].

#### Санітарний нагляд за похованням загиблих військовослужбовців
В умовах сучасної війни, коли в районах бойових дій неминучі масові втрати особового складу військ і цивільного населення, велике значення для санітарного благополуччя військ має виконання санітарно-гігієнічних вимог під час очищення районів бойових дій від трупів загиблих військовослужбовців.
Ділянка для поховання повинна бути розташована не ближче 300 метрів від населеного пункту на піднесених місцях, з низьким стоянням ґрунтових вод (не менше ніж 0,5 метрів від дна могили). Поховання може бути одиночним чи в братських могилах. На одного трупа приділяється 1-2 м* площі. В одній могилі не слід ховати більш 100 трупів. Нагробний пагорб робиться висотою не нижче 0,75 м, край його повинен виступати за межі могили.
Для дезінфекції трупів хворих, померлих від інфекційних хвороб, застосовуються дезінфікуючі засоби. З цією метою на дно могили засипають шар хлорного вапна товщиною в 2-3 см, а труп загортається в тканину, просякнуту 5 % розчином лізолу чи ДТСГК або 10 % розчином хлорного вапна.
Таким чином санітарний нагляд за умовами поховання померлих і загиблих передбачає:
- контроль за виконанням санітарно-гігієнічних вимог під час вибору місця для поховання загиблих;
- контроль за виконанням правил поховання загиблих і померлих військовослужбовців;
- проведення дезінфекції небезпечних в санітарно-епідемічному відношенні матеріалів;
- забезпечення підрозділів (команд), які виділяються для поховання і очистки поля бою дезінфікуючими засобами;
- контроль за станом здоров'я особового складу, який задіяний в роботах по похованню загиблих[14].

### Контроль за санітарно-гігієнічним станом військової частини
При проведенні контролю за санітарно-гігієнічним станом військової частини та районом її розміщення для опрацювання пропозицій командуванню щодо проведення санітарно-гігієнічних заходів начальник медичної служби повинен оцінити санітарно-гігієнічний стан частини. Санітарно- гігієнічний стан частини оцінюється на підставі даних про рівень, структуру і динаміку інфекційної захворюваності серед військовослужбовців та населення, а також вивчення місцевості, врахування погодних умов, даних про радіаційну, хімічну, бактеріологічну і санітарно-епідемічну обстановку.
За санітарно-гігієнічними показниками стан частини може бути оцінений як задовільний або незадовільний.
Санітарно-гігієнічний стан частини вважається задовільним в разі коли:
- захворюваність особового складу не впливає на боєздатність (0 , 1 — 0,2 %, відсутні гострозаразні хвороби);
- санітарно-епідемічний стан району діяльності військ благополучний;
- територія, на якій діє частина, не заражена ОР, РР, БЗ, фекально- побутовими і промисловими водами;
- умови розташування, водопостачання і військової праці відповідають вимогам керівних документів.

Санітарно-гігієнічний стан частини вважається незадовільним при наявності однієї із наступних умов:
- появи серед особового складу частини гострозаразних групових інфекційних захворювань, які впливають на боєздатність військ;
- отримання більше ніж ЗО відсотками особового складу зовнішнього радіоактивного опромінення, яке впливає на боєздатність;
- зараження місцевості ОР, РР (більше ніж 5 Р/год), БЗ;
- при діях в районі, який інтенсивно забруднений нечистотами, промисловими отруйними речовинами;
- відсутність у військах якісної води, продовольства або при зниженні забезпечення особового складу ними на 50 відсотків у порівнянні з діючими нормами.

Для покращення санітарно-гігієнічного стану частини проводяться комплексні заходи із залученням сил та засобів начальника медичної служби вищої ланки.

### Розвідка джерел водопостачання, експертиза води та продовольства
Організація розвідки джерел водопостачання, добування і обробка води, а також обладнання пунктів водопостачання і їх експлуатація покладено на інженерну службу; продовольча служба обладнує водорозбірні пункти. Визначення потреби військ у воді, розподіл і доставка частинам (підрозділам), а також організація охорони джерел водопостачання є обов'язком начальника тилу частини. На медичну службу покладається участь в розвідці і виборі джерел водопостачання, контроль за санітарним станом джерел і пунктів водопостачання (не рідше одного разу на добу), за якістю води і її обробкою, а також інструктаж персоналу і допомога йому у знезараженні води на пунктах водопостачання. Висновок про якість води і можливість її використання дається на підставі ретельного санітарно-топографічного і санітарно- епідеміологічного обстеження району розташування джерела, оцінки його санітарно-технічного обладнання і, у разі потреби, лабораторного аналізу води, який проводять спеціалісти санітарно-епідеміологічних закладів.
На медичну службу також покладається систематичний контроль за станом здоров'я особового складу, який обслуговує пункти водопостачання, забезпечення військ засобами знезараження індивідуальних запасів води (у флягах) і навчання особового складу правил користування ними. Медична служба здійснює також нагляд за належним станом фляг і резервуарів для транспортування і зберігання води і організує їх дезінфекцію.
Визначення доброякісності харчових продуктів проводиться на продовольчих складах, продовольчих пунктах і кухнях, а також в місцях заготовки і виробництва (в польових м'ясокомбінатах, бойнях, хлібозаводах тощо). При цьому медична служба забезпечує огляд продуктів, що надходять на склади і кухні, нагляд за виконанням гігієнічних вимог під час зберігання продуктів і приготуванням їжі, а також дає висновок у відношенні явно недоброякісних або заражених продуктів.
Експертиза харчових продуктів організується за вказівкою командира частини (заступником командира по тилу) начальником продовольчої служби у випадках підозри на недоброякісність, некондиційність, фачьсифіка- цію або зараження продовольства ОР, РР і БЗ, а також при використанні трофейного продовольства. Експертиза проводиться спільно представниками медичної, ветеринарної, РХБЗ і продовольчої служб. Остаточне рішення про можливість видачі продовольства для харчування особового складу приймає командир частини.
В умовах сучасної війни велика увага приділяється попередженню зараження продуктів харчування радіоактивними, отруйними і бактеріальними засобами. Організація заходів по захисту харчових продуктів від зараження, а також їх знезараження покладаються на продовольчу службу.
На медичну службу покладається експертиза харчових продуктів, що опинилися в зоні зараження радіоактивними, хімічними речовинами і бактеріальними засобами. Проби продуктів, що підлягають експертизі, направляються в лабораторії санітарно-епідеміологічних закладів, які роблять висновок про можливість використання цих продуктів для постачання особового складу військ.
Медична служба забезпечує також контроль за якістю дезактивації, дегазації або дезінфекції продуктів.

### Пропаганда гігієнічних знань серед військових
Пропаганда гігієнічних знань та здорового способу життя особового складу — це спрямований вплив на військовослужбовців словом та прикладом з метою формування у них свідомого відношення до збереження і зміцнення свого здоров'я, прищеплення навичок виконання особистої та суспільної гігієни. Воно проводиться з урахуванням характеру бойової діяльності, санітарного стану військової частини (з'єднання, об'єднання), захворюваності особового складу.
Гігієнічне виховання здійснюється шляхом планової роботи з пропаганди гігієнічних знань та здорового способу життя, а також щоденне спілкування з особовим складом. Форми колективної та індивідуальної виховної роботи повинні вибиратися залежно від загальноосвітнього рівня, психологічного стану військовослужбовців.

## Протиепідемічні заходи

### Зміст протиепідемічних заходів
Протиепідемічні заходи мають на меті запобігання виникненню інфекційних захворювань серед особового складу, а у випадках їх появи — недопущення розповсюдження і як найшвидша локалізація та ліквідація осередків інфекційних захворювань.
В основу організації протиепідемічних заходів покладено:
- принцип профілактичної спрямованості цих заходів;
- комплексний підхід до організації та проведення санітарно-гігієнічних, профілактичних та протиепідемічних заходів у відповідності з досягненнями військово-медичної науки;
- єдиний підхід до виконання завдань попередження і ліквідації інфекційних захворювань;
- відповідність змісту та обсягу протиепідемічних заходів санітарно-епідемічній ситуації у військах та району їх дислокації.

Відповідно епідемічному процесу протиепідемічні заходи можна згрупувати у три групи:
1. Заходи спрямовані на нейтралізацію джерела інфекції.
2. Заходи спрямовані на розрив механізму передачі.
3. Заходи спрямовані на створення несприйнятливості організму до інфекційних захворювань.

Самостійне значення мають лабораторно-діагностичні дослідження та пропаганда гігієнічних знань та здорового способу життя серед особового складу військ, як загальні заходи по забезпеченню ефективності всього комплексу протиепідемічних заходів (табл. 5.1).
Таким чином, протиепідемічні заходи включають:
- проведення заходів для запобігання заносу інфекційних захворювань з прибуваючим в частину молодим поповненням;
- виявлення, облік і лікування осіб з хронічними формами інфекційних захворювань і бактеріоносіїв;
- дотримання протиепідемічного режиму на етапах медичної евакуації;
- виявлення осіб з ризиком зараження і організація медичного нагляду за ними;
- проведення дезінфекції, дезінсекції та дератизації;
- проведення профілактичних щеплень і екстреної профілактики особовому складу;
- пропаганда гігієнічних знань і здорового способу життя серед особового складу військ.

| Спрямованість заходів     | Групи заходів                                                                                                  |
| ------------------------- | --- |
| Джерело збудника          | 1. Ізоляційні, лікувально-діагностичні та режимно-обмежувальні 2. Ветеринарно-санітарні та дератизаційні       |
| Механізм передачі         | 1. Санітарно-гігієнічні заходи протиепідемічної спрямованості 2. Дезінфекція, дезінсекція та санітарна обробка |
| Сприйнятливість організму | 1. Імунопрофілактика 2. Екстрена профілактика                                                                  |

Окрім того, медична служба бере участь в проведенні протиепідемічних заходів, які організує командування і проводить їх за участю військ та інших служб.
До них належать:
- заходи щодо запобігання зараження особового складу від цивільного населення, військовополонених і в природних осередках інфекційних захворювань;
- ізоляційно-обмежувальні заходи;
- санітарно-гігієнічні заходи протиепідемічного напрямку.

Необхідно звернути особливу увагу на постійне дотримання протиепідемічного режиму в медичних частинах і закладах, який передбачає ізоляцію інфекційних хворих, запобігання виникненню і розповсюдженню інфекційних захворювань.
При надходженні поранених і хворих із осередків особливо небезпечних інфекцій (чума, холера, натуральна віспа) чи осередків бактеріологічного (біологічного) зараження етапи медичної евакуації переводяться на суворий протиепідемічний режим роботи, який включає:
- розгортання (виділення) спеціальних функціональних підрозділів для прийому інфекційних хворих, їх медичне сортування, санітарну обробку, надання медичної допомоги і виділення для роботи в них окремого медичного персоналу;
- виділення поранених і хворих з ознаками інфекційних захворювань ще на сортувальному посту;
- проведення часткової і повної санітарної обробки всіх поранених і хворих, які надійшли;
- екстрену профілактику всім пораненим, хворим і особовому складу медичного закладу;
- використання медичним складом при обслуговуванні поранених і хворих засобів індивідуального захисту органів дихання, шкіри і очей;
- активне виявлення інфекційних хворих серед тих, які знаходяться на лікуванні і серед тимчасово госпіталізованих поранених і хворих;
- поточну і заключну дезінфекцію в усіх функціональних підрозділах.

Суворий протиепідемічний режим зберігається до кінця строку інкубаційного періоду даного захворювання, який рахується з моменту евакуації останнього хворого і проведення заключної дезінфекції.

### Санітарно-епідемічний стан військової частини
Організація і обсяг протиепідемічних заходів визначається конкретною бойовою обстановкою, а також санітарно-гігієнічним і санітарно-епідемічним станом військ і району їх дії, які визначаються через безперервне проведення санітарно-епідемічної розвідки і спостереження. Тому кожен начальник медичної служби повинен мати дані про санітарно-епідемічний стан військ і району, який вони займають.
Санітарно-епідемічний стан частини і району її дії може бути: благополучним, нестійким, неблагополучним і надзвичайним.
Благополучним санітарно-епідемічний стан частини вважається:
- при відсутності гострозаразних захворювань або у випадку їх появи, при задовільному санітарно-гігієнічному стані військ;
- при відсутності умов для формування епідемічних осередків і поширення інфекційних захворювань серед особового складу (задовільний санітарно-гігієнічний стан частини);
- при появі поодиноких випадків інфекційних захворювань, характерних для цієї місцевості (за виключенням особливо небезпечних інфекцій (ОНІ);
- при відсутності застосування противником біологічної зброї і благополучному санітарно-епідемічному стані району діяльності військ.

Благополучним санітарно-епідемічний стан району діяльності військ вважається:
- при відсутності гострозаразних захворювань серед населення;
- при появі поодиноких випадків інфекційних захворювань, що не викликають загрози для військ;
- при відсутності факту застосування БЗ;
- при відсутності умов для широкого поширення інфекційних захворювань (задовільний санітарно-гігієнічний стан території, об'єктів водопостачання, комунальний благоустрій).

Нестійким санітарно-епідемічний стан частини вважається при наявності однієї з наступних умов:
- виникнення поодиноких інфекційних захворювань, не характерних для цієї місцевості;
- незначне збільшення спорадичних захворювань, які мали місце раніше;
- поява групових захворювань без тенденції до подальшого поширення при задовільному санітарно-гігієнічному стані частини;
- розміщення особового складу в районі, санітарно-епідемічний стан якого нестійкий, або неблагополучний;

Нестійким санітарно-епідемічний стан району діяльності військ вважається при наявності однієї із наступних умов:
- виникнення серед населення незареєстрованих раніше групових інфекційних захворювань при задовільному санітарно-гігієнічному стані території, об'єктів водопостачання і відсутніх умовах для масового розповсюджування захворювань;
- наявність епідемічних осередків інфекцій, які викликають загрозу заносу їх у війська;
- незадовільний санітарно-гігієнічний стан населених пунктів і об'єктів водопостачання, комунальна невпорядкованість;
- безпосередньо близьке розташування району діяльності військ до великих неліквідованих епідемічних осередків, або осередків бактеріального зараження.

Про нестійкий санітарно-епідемічний стан начальник медичної служби доповідає командиру і вищестоящому начальнику медичної служби. Окрім цього, він відпрацьовує план протиепідемічних заходів із зазначенням строків їх проведення, сил і засобів, які будуть використовуватися, і відповідальних виконавців.
Посилюється санітарно-епідеміологічна розвідка, створюється резерв сил і засобів для проведення необхідних запланованих заходів, збільшується число місць в ізоляторах і готується санітарний транспорт для евакуації інфекційних хворих. При необхідності проводиться імунізація та ревакцинація особового складу.
Неблагополучним санітарно-епідемічний стан частини вважається при наявності однієї із наступних умов:
- поява серед особового складу групових інфекційних захворювань і наявність умов для їх подальшого розповсюдження;
- занос у війська поодиноких захворювань ОНІ (чума, віспа, холера);
- розміщення в районі, санітарно-епідемічний стан якого оцінюється як надзвичайний або після застосування противником БЗ (за виключенням підтвердженого факту застосування рецептур ОНІ), Неблагополучним санітарно-епідемічний стан району діяльності військ вважається при наявності однієї із наступних умов:
- поява групових інфекційних захворювань серед населення і наявність умов для їх розповсюдження (незадовільний санітарний гігієнічний стан території, об'єктів водопостачання, комунального господарства);
- виникнення поодиноких випадків захворювань ОНІ;
- після застосування противником БЗ (окрім збудників ОНІ).

Частина або район об'являються неблагополучними в санітарно-епідемічному відношенні розпорядженням командувача об'єднання (АК). Після цього, як правило, в частині об'являється режим обсервації і безпосереднє керівництво проведенням заходів здійснює начальник медичної служби об'єднання (АК). Приводиться в дію план протиепідемічних заходів. Як доповнення до цього, проводяться заходи, спрямовані на обмеження контакту особового складу між підрозділами, а також з особовим складом сусідніх частин.
При виявленні в районі бойових дій осередків інфекційних захворювань, проводяться заходи щодо їх локалізації та ліквідації.
Надзвичайним санітарно-епідемічний стан частини вважається при наявності однієї із наступних умов:
- зростання кількості інфекційних хворих серед особового складу до епідемії за короткий строк, що приводить до втрати боєздатності;
- поява повторних випадків ОНІ чи виникнення групових спалахів цих хвороб;
- визначення факту застосування противником біологічної зброї у вигляді рецептур ОНІ;

Надзвичайним санітарно-епідемічний стан району діяльності військ вважається при наявності однієї із наступних умов:
- поява групових захворювань ОНІ серед населення;
- широке розповсюдження інших небезпечних для військ інфекційних захворювань;
- застосування противником збудників ОНІ;
- активізація природного осередку чуми і поява захворювань чумою серед людей.

Надзвичайний санітарно-епідемічний стан об'являється наказом командувача ОК, а начальник медичної служби ОК доповідає в Департамент охорони здоров'я Міністерства оборони.
У частині встановлюється карантин. Для цього їй визначаються спеціальні райони ізоляції, куди направляються необхідні сили і засоби медичної служби ОК. Якщо умови не дозволяють вивести частину із району бойових дій, то тимчасово впроваджується обсервація. Райони надзвичайного санітарно-епідемічного стану для розташування військ не призначаються.

### Обсервація та карантин у військовій частині
Заходи з ліквідації наслідків застосування противником БЗ проводяться відповідно до умов бойових дій і передбачають:
> індикацію застосованих засобів;
> визначення межі осередку ураження і тих частин, які зазнали ураження;
> встановлення в осередку ураження обсервації чи карантину з одночасним проведенням заходів для ліквідації осередку.
До ідентифікації застосованого противником збудника впроваджується обсервація, суть якої полягає в посиленні медичного нагляду за осередком ураження, а також в проведенні ряду лікувально-профілактичних і ізоляційно- обмежувальних заходів, які спрямовані на запобігання розповсюдження інфекційних захворювань.
Обсервація не вимагає виводу частини із зони бойових дій. Вона включає наступні основні заходи:
- посилення медичного нагляду за особовим складом;
- раннє активне виявлення хворих, їх ізоляцію і госпіталізацію;
- проведення екстреної профілактики серед всього ураженого особового складу, яка передбачає застосування лікувальних сироваток, антибіотиків, хіміопрепаратів та інших засобів;
- посилення санітарного нагляду за виконанням всіх санітарно- гігієнічних норм і правил;
- обмеження виїзду, в'їзду і транзитного проїзду через територію, яка зайнята військами, ураженими БЗ, а також максимальне обмеження контакту цих військ з особовим складом сусідніх частин і місцевим населенням;
- впровадження суворого протиепідемічного режиму роботи на тих етапах медичної евакуації, куди надходять поранені та хворі із уражених частин.

Великого значення набуває санітарна обробка особового складу, дезінфекція одягу, спорядження, озброєння, техніки і місцевості, а також знезараження води і продовольства.
Часткова санітарна обробка особового складу проводиться в підрозділах. Повна санітарна обробка потребує виводу військ з поля бою.
Після визначення виду застосованої БЗ в залежності від природи збудника в військах впроваджується карантин або продовжуються обсерваційні заходи.
К
арантин впроваджується при застосуванні проти військ у складі БЗ рецептур ОНІ, при виникненні серед особового складу військ ОНІ, а також при появі інших масових контагіозних захворювань, які загрожують боєздатності військ.
Карантин — це система протиепідемічних і режимних заходів, які спрямовані на повну ізоляцію частин від цивільного населення, сусідніх військ і ліквідацію захворювань.
При впровадженні карантину передбачається:
- заборона в'їзду в епідемічний осередок (осередок БЗ), виїзду і вивозу звідти будь-якого майна без попереднього знезараження (знешкодження);
- охорона району карантину зі зброєю;
- роз'єднання особового складу на можливо більш дрібні групи;
- організація в карантині спеціальної комендантської служби, яка забезпечує виконання правил карантину;
- щоденний медичний огляд (з вимірюванням температури тіла) осіб з підозрою на захворювання;
- негайна ізоляція і госпіталізація хворих в інфекційні госпіталі;
- організація профілактичних щеплень і специфічної профілактики за відповідними схемами;
- організація постачання частин, які знаходяться в карантині.

Для дотримання режиму в карантині виділяється комендантська служба для охорони району карантину зі зброєю. Постачання військової частини продуктами харчування, майном, ліками та лікарськими засобами відбувається через перевантажувальні майданчики та передавальні пункти. Для проведення в карантині протиепідемічних заходів, виділяються фахівці санітарно- епідеміологічної служби та лікувально-профілактичних закладів.
В залежності від обставин формуються групи фахівців, які здійснюють ізоляційно-лікувальне, дезінфекційне та лабораторно-діагностичне забезпечення, а також проведення щеплень у вигляді специфічної профілактики. Начальником карантину є командир з'єднання, на яке накладено карантин. Тривалість карантину залежить від виду збудника і впроваджується на термін інкубаційного періоду захворювання з моменту ізоляції останнього хворого.
Усі етапи медичної евакуації, які ведуть прийом поранених і хворих із частин які підпали під дію БЗ, повинні працювати з дотриманням суворого протиепідемічного режиму.